# Edit Miklós
Edit Miklós (Miercurea Ciuc, 31 marzo 1988) è un'ex sciatrice alpina rumena naturalizzata ungherese.
Specialista delle prove veloci, è stata la prima sciatrice magiara a salire sul podio in Coppa del Mondo.

## Biografia

### Stagioni 2004-2010
Attiva in gare FIS per la Romania dal dicembre del 2003, la Miklós ha esordito in Coppa Europa il 2 febbraio 2005 a Sarentino (54ª in discesa libera) e in Coppa del Mondo il 18 dicembre dello stesso anno a Val-d'Isère (60ª in supergigante).
Il 20 dicembre 2008 ha conquistato a Sankt Moritz i suoi primi punti nel massimo circuito internazionale (30ª in supergigante) e in seguito ha debuttato ai Campionati mondiali: nella rassegna iridata di Val-d'Isère 2009 si è piazzata 18ª nella discesa libera, 18ª nel supergigante e non ha concluso la supercombinata. L'anno dopo ha esordito anche ai Giochi olimpici invernali, ma a Vancouver 2010 non ha completato la prova di discesa libera.

### Stagioni 2011-2018
Trasferita la residenza a Mogyoród, dal 2011 la Miklós è passata a gareggiare per la nazionale ungherese, con i cui colori ha partecipato ai Mondiali di Garmisch-Partenkirchen 2011 (31ª nel supergigante, 23ª nella supercombinata) e a quelli di Schladming 2013 (23ª nella discesa libera, 19ª nella supercombinata). Ai XXII Giochi olimpici invernali di Soči 2014, sua ultima presenza olimpica, è stata 7ª nella discesa libera, 15ª nel supergigante, 34ª nello slalom gigante e 16ª nella supercombinata.
Nella stagione 2014-2015 ha colto il primo podio in Coppa del Mondo, classificandosi al 3º posto nella discesa libera di Sankt Moritz del 24 gennaio, e ai Mondiali di Vail/Beaver Creek, suo congedo iridato, si è piazzata 13ª nella discesa libera, 40ª nello slalom gigante e non ha completato il supergigante e la combinata. Il 3 dicembre 2016 ha ottenuto a Lake Louise in discesa libera il suo secondo e ultimo podio in Coppa del Mondo (3ª); s è ritirata durante la stagione 2017-2018 e la sua ultima gara è stata il supergigante di Coppa del Mondo disputato a Bad Kleinkirchheim il 13 gennaio, non completato dalla Miklós.

## Palmarès

### Coppa del Mondo
- Miglior piazzamento in classifica generale: 43ª nel 2016
- 2 podi:
  - 2 terzi posti

### Coppa Europa
- Miglior piazzamento in classifica generale: 55ª nel 2008

### South American Cup
- Miglior piazzamento in classifica generale: 8ª nel 2006
- 1 podio:
  - 1 terzo posto

### Campionati ungheresi
- 1 medaglia[1]:
  - 1 oro (slalom gigante nel 2014)